# Малых, Евгений Васильевич
Евге́ний Васи́льевич Малы́х (22 ноября 1924, Курск — 20 апреля 1945, близ г. Зорау, Третий рейх (ныне — Жары, Республика Польша)) — Герой Советского Союза.

## Биография
Родился 22 ноября 1924 года в Курске в семье служащего. Окончил 8 классов школы № 12 города Курска. Работал на предприятиях города.
В Красную Армию призван после освобождения Курска от немецких оккупантов 27 февраля 1943 года Сталинским райвоенкоматом и направлен на фронт.
Помощник командира стрелкового взвода 1089-го стрелкового полка (322-я стрелковая дивизия, 13-я армия, Центральный фронт) сержант Евгений Малых за время наступательных боёв с 26 августа 1943 года уничтожил 113 гитлеровских солдат и 3 офицеров, ручными гранатами взорвал 7 блиндажей противника и 3 ДЗОТа. В боях за деревню Козловка пробрался в расположение немецкого штаба и, забросав его гранатами, уничтожил. В бою за деревню Ильинцы 13 сентября 1943 года отразил 11 контратак противника, в рукопашной схватке заколол 18 гитлеровцев. В бою за город Гернобель уничтожил 4 пулемётные точки противника.
Указом Президиума Верховного Совета СССР от 16 октября 1943 года за образцовое выполнение боевых заданий командования на фронте борьбы с немецко-фашистскими захватчиками и проявленные при этом мужество и героизм сержанту Малых Евгению Васильевичу присвоено звание Героя Советского Союза с вручением ордена Ленина и медали «Золотая Звезда» (№ 1817).
В 1944 году Евгений Малых получил офицерское звание, окончив курсы младших лейтенантов. Командир стрелкового взвода 25-гвардейского стрелкового полка 6-й гвардейской стрелковой дивизии гвардии лейтенант Малых 19 апреля 1945 года был тяжело ранен в бою, а 20 апреля от полученных ран скончался в госпитале.
Евгений Малых был похоронен на офицерском кладбище в городе Зорау (Жары, Любушское воеводство, Польша). Позднее перезахоронен на Кутузовском мемориале — воинском кладбище в селе Болеславице, под городом Болеславец.

## Награды
- Медаль «Золотая Звезда» (16 октября 1943, № 1817).
- Орден Ленина (16 октября 1943).

## Память

Памятник Евгению Малых перед школой № 12 города Курска.

Мемориальная доска на доме Малых Евгения Васильевича в Курске.

- 25 апреля 1975 года в честь Евгения Малых была переименована улица (бывшая Раздельная) в Железнодорожном округе города Курска[2].
- Ему также установлен памятник в Курске перед школой № 12, в которой он учился.